# Glüsinger Bruch und Osterbruch

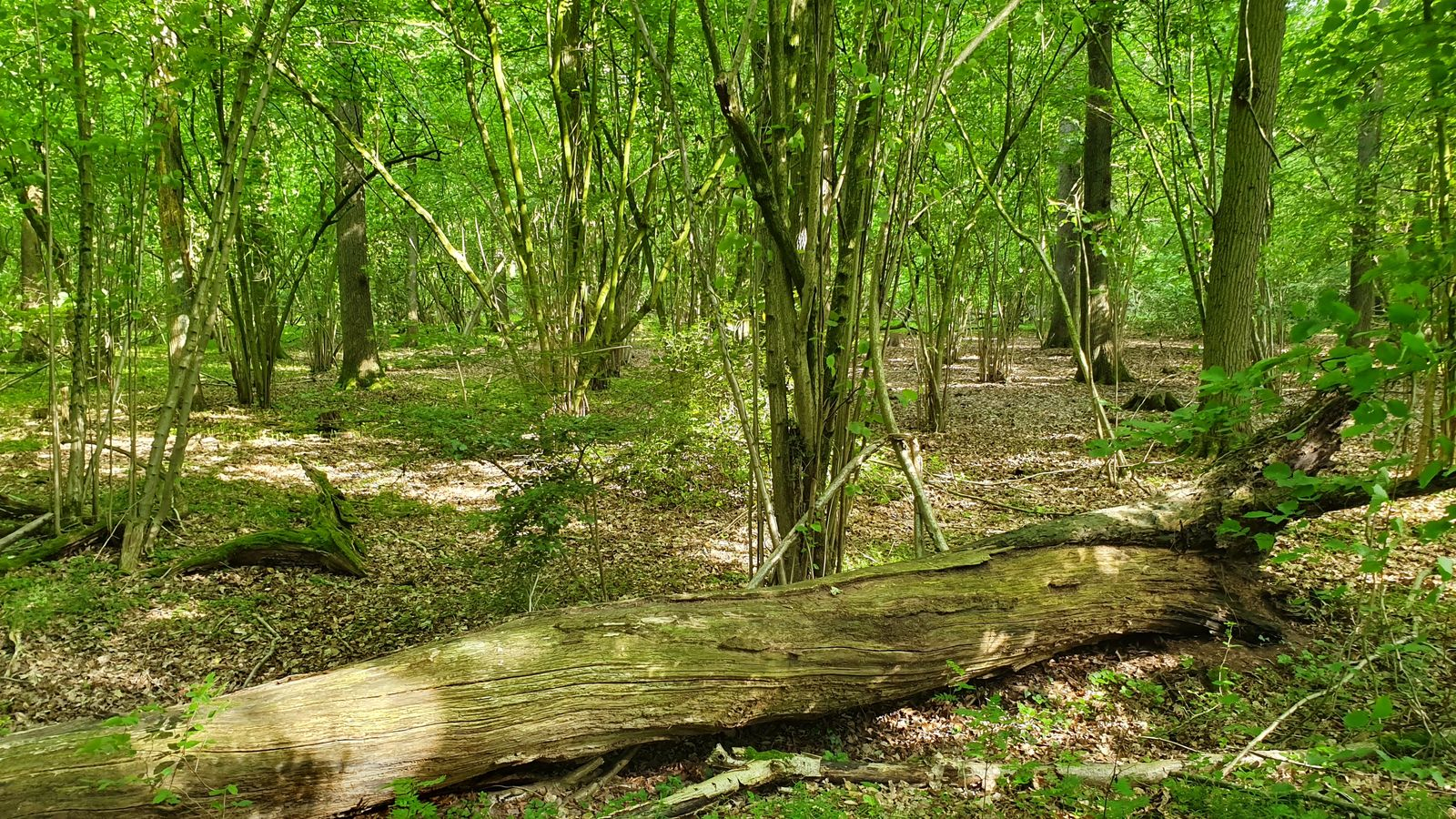
Glüsinger Bruch und Osterbruch

Der Glüsinger Bruch und Osterbruch ist ein Naturschutzgebiet in den niedersächsischen Gemeinden Tostedt und Welle in der Samtgemeinde Tostedt im Landkreis Harburg.

## Allgemeines
Das Naturschutzgebiet mit dem Kennzeichen NSG LÜ 335 ist circa 169 Hektar groß. Der größte Teil ist Bestandteil des FFH-Gebietes „Este, Bötersheimer Heide, Glüsinger Bruch und Osterbruch“. Das Gebiet steht seit dem 1. Dezember 2018 unter Naturschutz. Zuständige untere Naturschutzbehörde ist der Landkreis Harburg.

## Beschreibung
Das Naturschutzgebiet liegt direkt östlich von Tostedt in einer Talniederung westlich der Esteaue. Es umfasst Teile des Glüsinger Bruchs und des Osterbruchs sowie die Niederung des aus dem Osterbruch zur Este fließenden Langeloher Bachs bis zur Straßenquerung bei Langeloh. Im Naturschutzgebiet stocken feuchte Laubwälder mit darin eingebetteten bzw. daran angrenzenden, überwiegend als Feuchtgrünland ausgebildeten, Offenlandbereichen. Die Laubwälder werden von Eichen-Hainbuchen-, Eichenmisch-, Erlen-Eschen- und Erlenbruchwäldern gebildet. Dominierende Baumarten sind Stieleiche, Schwarzerle und Gemeine Esche. Die Eichen-Hainbuchenwälder verfügen über eine gut entwickelte Strauchschicht u. a. mit Hasel und Weißdorn. Die Krautschicht wird u. a. von Waldmeister und Buschwindröschen gebildet. In der Krautschicht der Bruchwälder sind u. a. Sumpfpinnau, Rasenschmiele, Winkelsegge, Mädesüß, Goldhahnenfuß, Gundermann und Brennnessel zu finden. Stellenweise sind Buchenwälder mit Stechpalme im Unterholz ausgebildet. Die Wälder verfügen über einen hohen Alt- und Totholzanteil und gut ausgeprägte Waldränder. Im Naturschutzgebiet siedelt auch die Grünliche Waldhyazinthe, die in Niedersachsen stark gefährdet ist.
Im Norden des Osterbruchs befinden sich zwei Teiche mit Wasserpflanzen im Naturschutzgebiet, die als Fischteiche genutzt werden. Im Osten des Naturschutzgebietes entspringen mehrere Bäche. An Gewässerrändern und auf Grünlandbrachen sind feuchte Hochstaudenfluren, Röhrichte und Seggenriede ausgebildet. Die Grünländer im Naturschutzgebiet werden extensiv überwiegend als Mähwiesen bewirtschaftet.
Das Naturschutzgebiet ist Lebensraum u. a. verschiedener Vögel, Fledermäuse, Reptilien und Amphibien. So sind hier die Spechte Mittelspecht, Kleinspecht und Grauspecht sowie die Fledermäuse Bechsteinfledermaus, Großer Abendsegler und Mopsfledermaus heimisch. Reptilien sind z. B. durch die Waldeidechse vertreten, Amphibien durch den Kammmolch. Die Wiesenbereiche sind Lebensraum u. a. von Wiesenpieper, Schafstelze und Braunkehlchen. Weiterhin beherbergt das Naturschutzgebiet verschiedene Insekten, darunter Libellen und Schmetterlinge. In den Teichen sind Großmuscheln und Bitterling zu finden. Weiterhin ist das Naturschutzgebiet Lebensraum für Schwarzstorch, Wespenbussard und Rotmilan. Das Gebiet ist potentieller Lebensraum des Fischotters.